# 博尔斯多夫
博尔斯多夫（德語：Borsdorf）是德国萨克森州的市镇，隶属于莱比锡县。总面积为15.64平方千米，截至2023年12月31日总人口为8,208人。